# بما
بما (به ایتالیایی: Bema) یک کومونه در ایتالیا است که در استان سوندریو واقع شده‌است.

## خصوصیات
بما ۱۹٫۷ کیلومترمربع مساحت و ۱۴۵ نفر جمعیت دارد و ۸۰۰ متر بالاتر از سطح دریا واقع شده‌است.